# Municipio de Charlton
El municipio de Charlton (en inglés: Charlton Township) es un municipio ubicado en el condado de Otsego en el estado estadounidense de Míchigan. En el año 2010 tenía una población de 1354 habitantes y una densidad poblacional de 5,12 personas por km².

## Geografía
El municipio de Charlton se encuentra ubicado en las coordenadas 44°58′58″N 84°25′49″O / 44.98278, -84.43028. Según la Oficina del Censo de los Estados Unidos, el municipio tiene una superficie total de 264.69 km², de la cual 259,95 km² corresponden a tierra firme y (1,79 %) 4,74 km² es agua.

## Demografía
Según el censo de 2010, había 1354 personas residiendo en el municipio de Charlton. La densidad de población era de 5,12 hab./km². De los 1354 habitantes, el municipio de Charlton estaba compuesto por el 98,23 % blancos, el 0,3 % eran afroamericanos, el 0,37 % eran amerindios, el 0,22 % eran asiáticos y el 0,89 % eran de una mezcla de razas. Del total de la población el 0,44 % eran hispanos o latinos de cualquier raza.